# La mujer en la antigua China
La mujer en la antigua China tenía restringida participación en diversos ámbitos de la vida social, ya que la sociedad estipulaba que las mujeres debían permanecer en casa, mientras que los asuntos externos debían ser llevados a cabo por hombres. La estricta división de géneros, evidente en la política de que "los hombres aran, las mujeres tejen" (en chino, 男耕女織), separó la historia masculina de la femenina desde los primeros tiempos de la dinastía Zhou, con los Ritos de Zhou (escritos a finales del Periodo de los Estados Combatientes), que incluso estipulaban que las mujeres debían ser educadas específicamente en "ritos femeninos" (en chino, 陰禮; pinyin, yīnlǐ).
Aunque limitadas por políticas que les impedían poseer propiedades, presentarse a exámenes u ocupar cargos públicos, su confinamiento a un mundo femenino distintivo propició el desarrollo de ocupaciones específicas para mujeres, círculos literarios exclusivos, al tiempo que dotaba a ciertas mujeres de ciertos tipos de influencia política inaccesibles para los hombres. Aunque las mujeres gozaron de mayor libertad durante la dinastía Tang, a partir de la dinastía Song el estatus de la mujer decayó, lo que se ha achacado al auge del neoconfucianismo, y las restricciones impuestas a las mujeres se acentuaron.
La historia de la mujer en el contexto de la China imperial ha sido objeto de estudio durante muchos años. El estatus social tanto de las mujeres como de los hombres en la antigua China estaba estrechamente relacionado con el sistema de parentesco chino.

## Antigua China
La historiografía oficial china relativa a la antigua China fue editada en gran parte por los eruditos confucianos del siglo IV a. C., que pretendían demostrar que el sistema dinástico de gobierno se extendía tan atrás en el tiempo como era posible. Estos textos, como el Zuo zhuan y el Clásico de la poesía, se centran en los nobles y eruditos varones, con escasas referencias a las mujeres. Una excepción son las Biografías de mujeres ejemplares, recopiladas en el siglo I a. C. como una colección de cuentos con moraleja para los hombres, en los que se destacan las ventajas de las mujeres virtuosas, así como los peligros que entrañan las libertinas.
La mayoría de las mujeres incluidas eran miembros de la nobleza y, por lo general, se las representaba como seres pasivos, con sus guardianes masculinos (maridos o padres) controlando sus acciones. Se supone que la división del trabajo marital del tipo "los hombres aran, las mujeres tejen" ampliaba la brecha de poder en la toma de decisiones domésticas a favor de los hombres, manteniendo a las mujeres en una posición subordinada. En cambio, los restos arqueológicos de épocas preconfucianas muestran que las mujeres desempeñaban papeles activos en todos los niveles de la sociedad.

### Neolítico

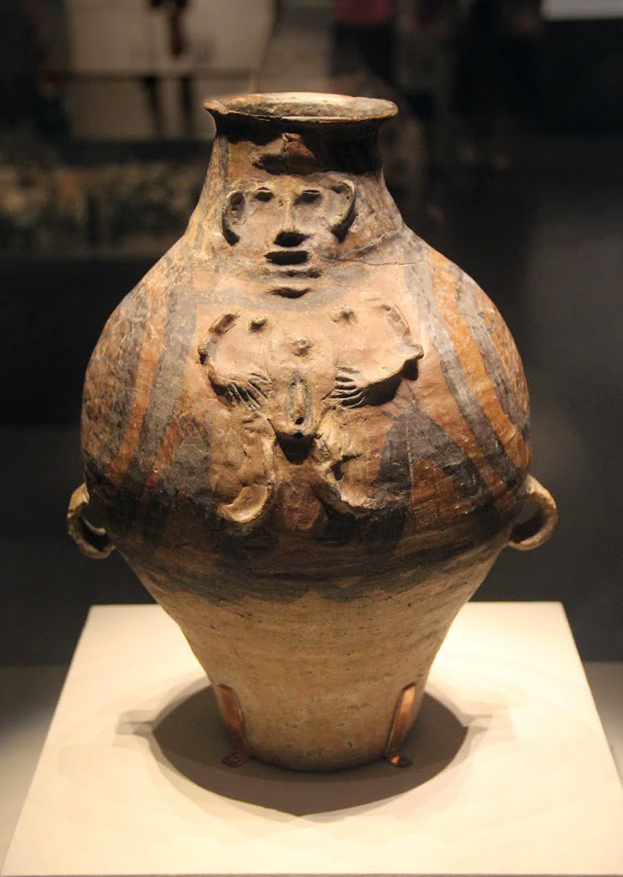
Vasija de la cultura de Majiayao decorada con una figura femenino-masculina.

Se considera que la sociedad neolítica de China era matrilineal, y que las sociedades patrilineales se volvieron dominantes más adelante con el auge del pastoreo y la primera división social del trabajo. Esto tiene su origen en las teorías marxistas del materialismo histórico, que sostienen que la estructura social viene determinada por la economía. La presencia de ajuares funerarios tanto de mujeres como de hombres de la cultura de Yangshao, aunque cada uno de ellos tuviera diferentes tipos de objetos, se utilizó para demostrar que la primera gran división social del trabajo según Marx no se había producido, por lo que se presume que la cultura de Yangshao era matrilineal. Esta suposición sigue influyendo en la arqueología moderna.
En varios yacimientos de la cultura de Hongshan, en la provincia de Liaoning, y de la cultura de Xinglongwa, en el este de Mongolia Interior, se han encontrado figurillas femeninas que representan a diosas o símbolos de fertilidad. Estas figuras posan con las manos apoyadas en sus grandes vientres y, dado que la figura de Niuheliang se encontró en el interior de un templo, esto respalda la idea de que eran objeto de culto. También es probable que la división entre femenino y masculino fuera menos rígida en el Neolítico que en periodos posteriores, como demuestra una vasija de la cultura de Majiayao del yacimiento de Liupingtai (en chino, 六平台), en Qinghai. La figura de la vasija tiene genitales masculinos y femeninos, lo que lleva a los arqueólogos a pensar que los géneros combinados se consideraban poderosos, quizá como precursores de la posterior filosofía del yin y el yang.
Las mujeres enterradas en yacimientos pertenecientes a la cultura de Majiayao suelen estar acompañadas de malacates, lo que sugiere que tejer era una ocupación importante. Cuando un hombre y una mujer eran enterrados juntos, yacían uno junto al otro en la misma posición, lo que sugiere que no había diferencias de estatus social. En la cultura Qijia, la mujer aparece enterrada fuera del ataúd principal junto con el ajuar funerario, como en Liuwan, en Ledu, Qinghai. Esto sugiere que las mujeres eran tratadas como posesiones de los hombres enterrados en la tumba principal. En un enterramiento doble, una mujer tenía incluso la pierna izquierda atrapada bajo la tapa del ataúd, lo que, según los arqueólogos, indica que fue enterrada viva. El cementerio de Dadianzi (en chino, 大甸子), de la cultura de Xiajiadian inferior, en el norte, contenía el mismo número de hombres y mujeres, lo que sugiere que ambos recibían los mismos ritos funerarios. Además, la edad media de las mujeres al morir era ligeramente superior a la de los hombres, lo que indica que vivían más. Esto contrasta con el patrón de otros cementerios de la misma época, donde menos mujeres recibían sepultura formal.

### Dinastía Shang

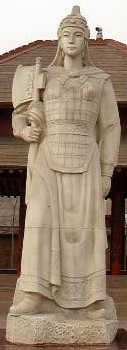
Estatua de Fu Hao realizada por un artista moderno.

Durante la dinastía Shang, el estatus de la mujer variaba de una región a otra. Aunque se cree que las mujeres de la dinastía Shang tenían un estatus inferior al de los hombres, excavaciones arqueológicas de enterramientos han demostrado que las mujeres no sólo podían alcanzar un estatus elevado, sino que también ostentaban poder político. La tumba de Fu Hao, consorte del rey Wu Ding, contenía preciosos objetos de jade y vasijas rituales de bronce, lo que demuestra su riqueza. Asimismo, se han excavado textos de la dinastía Shang que registran a Fu Hao dirigiendo tropas en la batalla al norte de los territorios Shang, conquistando estados, dirigiendo servicios para venerar a los antepasados y ayudando en los asuntos políticos de la corte. Tras su muerte, los gobernantes posteriores honraron a Fu Hao como la antepasada Xin y le ofrecieron sacrificios para garantizar su benevolencia.
Las preguntas realizadas a los huesos oráculo sugieren que los Shang preferían los niños varones, ya que en uno de ellos se preguntaba si el embarazo de Fu Hao sería bueno. El hueso registra que el embarazo "no fue bueno; [el bebé] era niña". Además, a los gobernantes varones se les permitía casarse con varias esposas para mejorar sus posibilidades de tener hijos varones. Así, Fu Hao era conocida como consorte, mientras que Fu Jing (en chino, 婦井) era también la primera esposa.

### Dinastía Zhou
En la dinastía Zhou, la sociedad china era decididamente patriarcal, con roles sociales femeninos y masculinos determinados por una estricta jerarquía feudal. La base de la impuesta división de mujeres y hombres en épocas posteriores apareció durante el periodo Zhou Oriental o Primaveras y Otoños, cuando mohistas y legalistas empezaron a defender las ventajas de que cada sexo desempeñara funciones laborales estereotipadas; en teoría, tal división garantizaba la moralidad y el orden social. Las relaciones de género correctamente reguladas poco a poco se reflejaron en la frase "los hombres aran, las mujeres tejen" (en chino, 男耕女織). Esta división se amplió para crear una separación social entre hombres y mujeres. El Libro de los Cambios afirma que, "entre los miembros de la familia, el lugar propio de la mujer está en el interior y el del hombre en el exterior". Las fuentes escritas indican que se confinaba cada vez más a las mujeres para imponer esta separación de sexos, y se esperaba que las mujeres de estatus social más bajo regresaran a casa cuando no estuvieran ocupadas en trabajos ineludibles en el exterior. Las mujeres de la nobleza disfrutaban del lujo de no tener que trabajar fuera y la capacidad de su familia para aislarlas de la mirada masculina se convirtió en un indicio de su estatus.
Los textos transmitidos dan una impresión general de cómo los Zhou alfabetizados, en su mayoría varones, percibían a las mujeres. Indican que se prefería a los hijos varones, y que las hijas se consideraban menos valiosas para el colectivo familiar que los hijos varones. Hasta los 9 años, una niña podía recibir la misma educación que un niño, pero a los 10 se esperaba que las niñas estudiaran las Tres Obediencias y las Cuatro Virtudes; "obediencias" se refiere a la expectativa de que primero obedeciera a su padre, luego a su marido y después a sus hijos tras la muerte de éste. Tras el matrimonio, la mujer debía vivir con la familia del marido y demostrar piedad filial hacia los padres de éste como si fueran los suyos propios. La costumbre de que la familia del novio compensara económicamente a la familia de la novia por haberla perdido se remonta a la dinastía Zhou, tal y como se expone en los Seis Ritos.

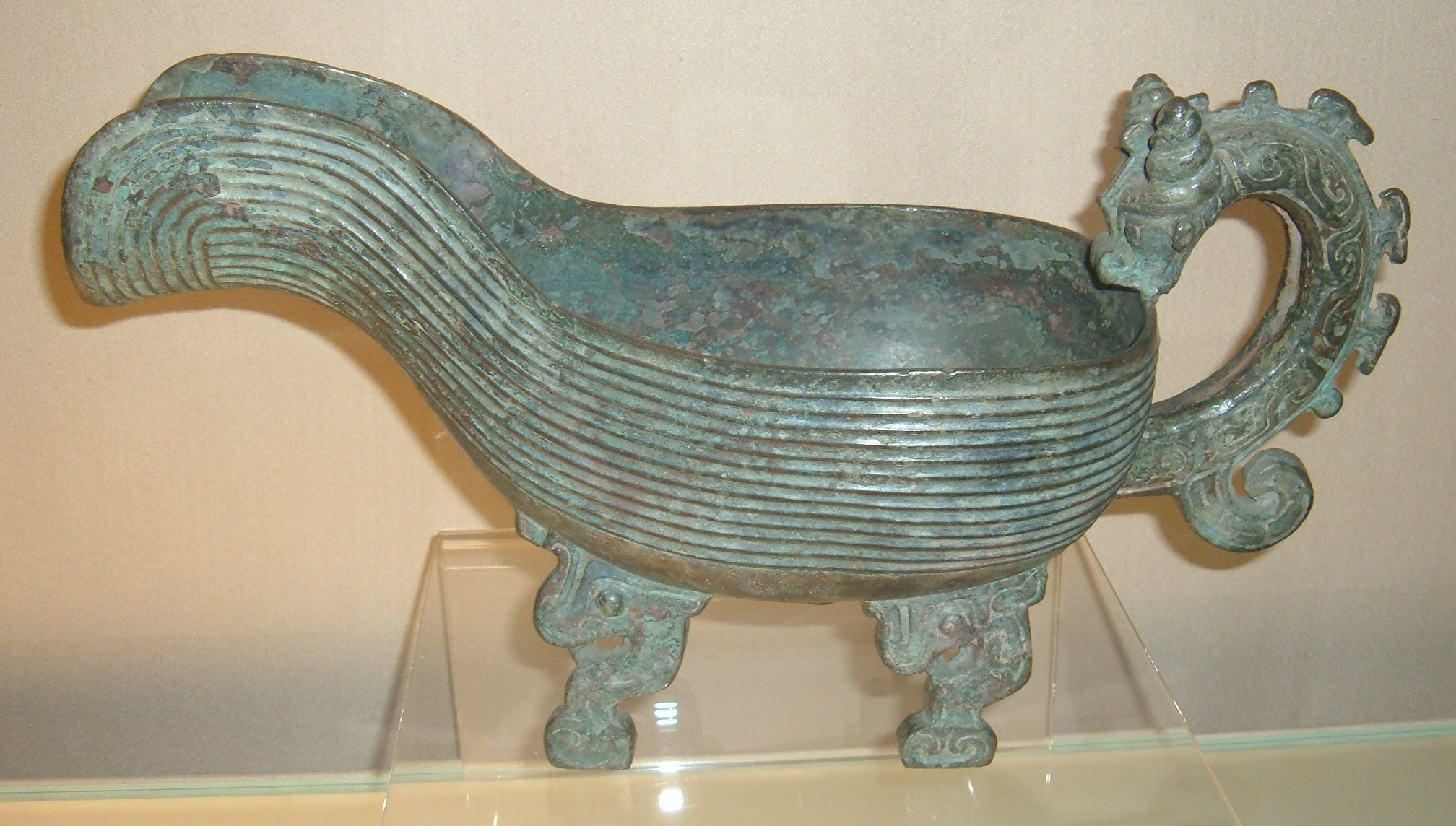
Vasija yi de bronce fundida por un marqués para su esposa, Mengji (孟姬), princesa de Guo.

Las disposiciones de los textos rituales Zhou relativas a las mujeres no siempre se cumplían. Por ejemplo, el cementerio de los marqueses de Jin, en Shanxi, contenía 19 enterramientos conjuntos de los señores Jin y sus esposas. Basándose en el rico ajuar funerario, los arqueólogos han sugerido que el estatus de las mujeres era más parecido al de los hombres durante el siglo X a. C., posiblemente porque los rituales de la dinastía Zhou aún no se aplicaban estrictamente. En los enterramientos de principios del siglo IX, sin embargo, la cantidad de vasijas de bronce que acompañan a las esposas disminuyó notablemente, lo que sugiere que el sistema ritual que imponía la subordinación de la esposa a su marido estaba en vigor. En cambio, el enterramiento de un señor Jin del siglo VIII a. C. es más pequeño que cualquiera de las tumbas de sus dos esposas, un acto explícitamente prohibido por los textos. Esto demuestra la decadencia del poder del gobierno Zhou, así como la variabilidad en los niveles de aplicación de los rituales.
Existen registros de mujeres de este periodo que aconsejaban a sus parientes varones en materia de estrategia política, se defendían de duras sentencias judiciales, enseñaban a los nobles a disparar flechas correctamente, amonestaban a su gobernante por comportamientos inaceptables y componían poesía. También hay constancia de que el rey Wu de Zhou nombró a su esposa Yi Jiang (en chino, 邑姜) uno de sus nueve ministros.

### Periodo de Primaveras y Otoños

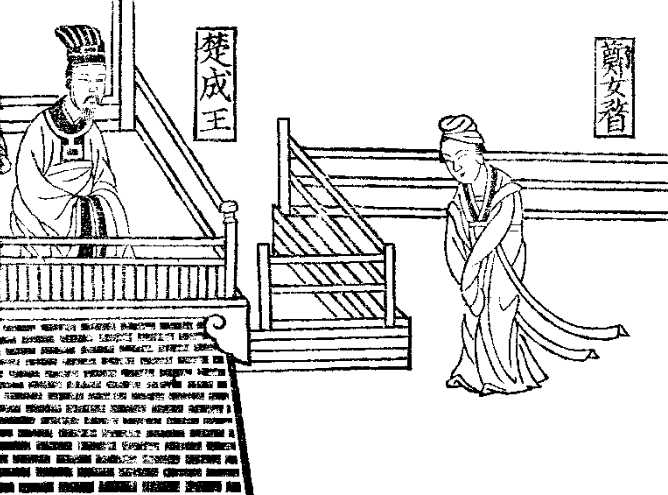
Grabado xilográfico de la dinastía Qing que muestra a Zheng Mao aconsejando al rey Cheng de Chu sobre la sucesión.

El declive del poder de la dinastía Zhou anunció un periodo en el que sus estados feudales se hicieron cada vez más independientes y poderosos por derecho propio. Las filosofías que dictaban cómo debía organizarse el mundo se hicieron especialmente abundantes en este periodo de agitación, la mayoría de las cuales enfatizaban la inferioridad de las mujeres frente a sus homólogos masculinos. El Libro de los Ritos dicta que una mujer debe estar casada a los 20 años o, "si hay algún problema, estarlo a los 23". A pesar de ello, las parientes femeninas de los gobernantes desempeñaban papeles clave en la diplomacia. Por ejemplo, dos esposas del duque Wen de Zheng visitaron personalmente al rey Cheng de Chu para darle las gracias después de que enviara ayuda militar a Zheng.
A pesar de las normas sociales de segregación de géneros, las mujeres se encargaban de los asuntos que se celebraban en su casa (el ámbito doméstico), aunque las normas sociales obligaran a que no lo parecieran. Incluso en las reuniones restringidas a los hombres, la mujer de la casa solía estar atenta a los acontecimientos. En una ocasión, un ministro de Jin pidió a su esposa que evaluara a sus colegas durante una fiesta de copas desde detrás de un biombo; su esposa aconsejó entonces al ministro sobre la personalidad de sus invitados. Del mismo modo, un ministro de Cao permitió a su esposa observar una reunión entre él y el Chong'er de Jin. Ella juzgó que el Chong'er se convertiría en un líder excepcional, sin embargo, el gobernante de Cao, el duque Gong, trató a Chong'er con falta de respeto. Tras su restitución, el Chong'er invadió Cao. Las pruebas, por tanto, sugieren que las mujeres estaban estrechamente implicadas en importantes acontecimientos políticos y sociales, sirviendo como consejeras, planificadoras y proveedoras de alimentos.
Entre las profesiones registradas para mujeres de clases sociales bajas en este periodo se incluyen tejedoras, cocineras e intérpretes musicales. Sin embargo, la mayoría de las pruebas textuales y arqueológicas se refieren a mujeres de clase alta, lo que dificulta la reconstrucción de la vida de la gente común.

## China imperial

### Dinastía Qin
Las enseñanzas confucianas apoyaban la patrilinealidad y la patrilocalidad; sin embargo, estas enseñanzas no se seguían al pie de la letra en la vida cotidiana. En las tierras pertenecientes al antiguo estado de Qin, era práctica común que las familias pobres eludieran la obligación de conceder a un hijo una parte de la propiedad familiar al alcanzar la adultez y a cambio lo enviaran a vivir con la familia de su esposa. Tal práctica era mal vista por las clases altas por lo que los hombres que vivían con las familias de sus esposas fueron objeto de la purga de indeseables del año 214 a. C. Éstos eran reunidos y enviados para ayudar en la expansión de Qin hacia el sur, y luego se les obligaba a establecerse en zonas cercanas a Fuzhou y Guilin. Hinsch ha argumentado que la práctica de la residencia matrilocal era probablemente muy común entre las clases bajas a lo largo de la historia imperial china, ya que los hombres pobres podían utilizarla para mejorar sus perspectivas, mientras que la propiedad familiar de la mujer no tendría que dividirse entre varios parientes.

### Dinastía Han

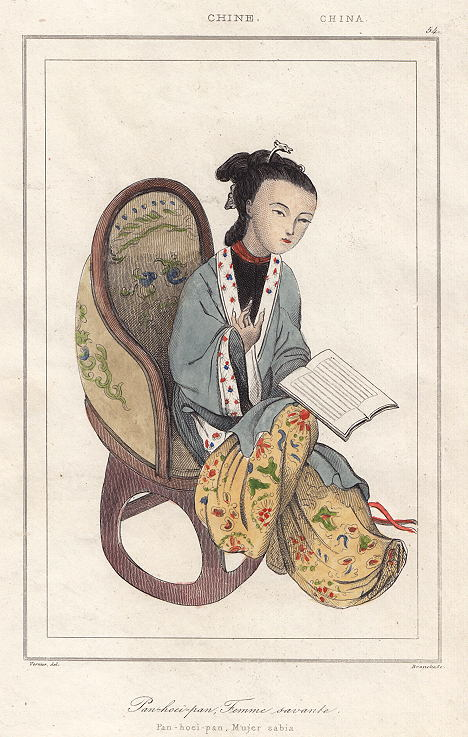
Ilustración del de Ban Zhao leyendo.

Los registros dan fe de que las mujeres ejercían la autoridad a través de sus familias. La excavación de la tumba de un matrimonio en Yizheng, Jiangsu, desenterró el testamento del marido, Zhu Ling (en chino, 朱凌). Éste refiere que, tras la muerte de su padre, su madre regresó a su familia natal y lo crio allí. Aunque las enseñanzas confucianas dictaban que un hijo debía ser criado por la familia paterna, el hecho de que esto no sucediera sugiere que el énfasis en la patrilinealidad era menos fuerte en la época Han. Además, la familia materna de Zhu parece haber atraído a múltiples nuevos yernos a su hogar a través de los matrimonios de la madre. Los matrimonios matrilocales eran relativamente comunes en el periodo Han, aunque en algunos estados más que en otros. Por ejemplo, en el estado de Qin, un hijo recibía una parte de la propiedad familiar al alcanzar la mayoría de edad, pero esto no siempre era una opción para las familias empobrecidas, que a menudo optaban por enviar a su hijo a vivir con la familia de su esposa. A estos hombres se les denominaba "yernos empeñados" (en chino, 贅婿; pinyin, zhuìxù) y la ley Qin les prohibía ocupar cargos gubernamentales. Sin embargo, la gente común no tenía grandes prejuicios contra esta práctica, ya que la madre de Zhu atrajo fácilmente a dos nuevos maridos.
A pesar del dogma confuciano que elogiaba a las viudas que no volvían a casarse, casarse varias veces era habitual, como se recoge en otros textos Han. En el caso del testamento de Zhu, su dispensación real fue dictada por su madre, no por el propio Zhu. La madre describe en el testamento que compró dos campos de morera y dos de arroz que confió a sus hijas, Xianjun (en chino, 仙君) y Ruojun (en chino, 弱君), que eran pobres (presumiblemente casadas con otras familias). Esto indica una conexión continua entre una mujer y su familia natal durante la época Han, así como la opción de que las mujeres compraran y trabajaran la tierra. Sin embargo, Xianjun y Ruojun no pudieron quedarse con la tierra de forma permanente, ya que debía ser entregada a un hermano menor al salir de los trabajos forzados.
La erudita Ban Zhao, autora de Lecciones para mujeres, describe la "virtud femenina" (en chino, 女德; pinyin, nüde) como algo que no requiere "talento brillante ni diferencia notable. El lenguaje femenino no necesita ser inteligente en la disputa ni agudo en la conversación".

Los sistemas tributarios durante las dinastías Han Occidental y Han Oriental estipulaban que tanto las mujeres como los hombres de entre 15 y 56 años debían pagar impuestos. Como resultado, las mujeres podían poseer y administrar propiedades por derecho propio. Los documentos registran que a las campesinas se les asignaban 20 mu de tierra, mientras que los impuestos se fijaban según la base de una unidad de marido y mujer. Las parejas casadas tributaban un rollo de seda y 30 dou de mijo, mientras que los impuestos para las mujeres y hombres solteros se ajustaban de modo que cuatro personas pagaban el equivalente a una pareja casada. En 604, el emperador Yang de Sui modificó el sistema para que sólo los varones pudieran tener propiedades y pagar impuestos por éstas.
Después de la dinastía Han, durante el periodo de los Tres Reinos, el escritor Fu Xuan escribió un poema en el que se lamentaba de la situación de la mujer. El poema comienza: "¡Qué triste es ser mujer! Nada en la tierra es tan barato". Fu Xuan era confuciano, sin embargo, la baja condición de la mujer suele describirse en relación con el confucianismo adoptado durante la dinastía Han.

### Dinastía Tang

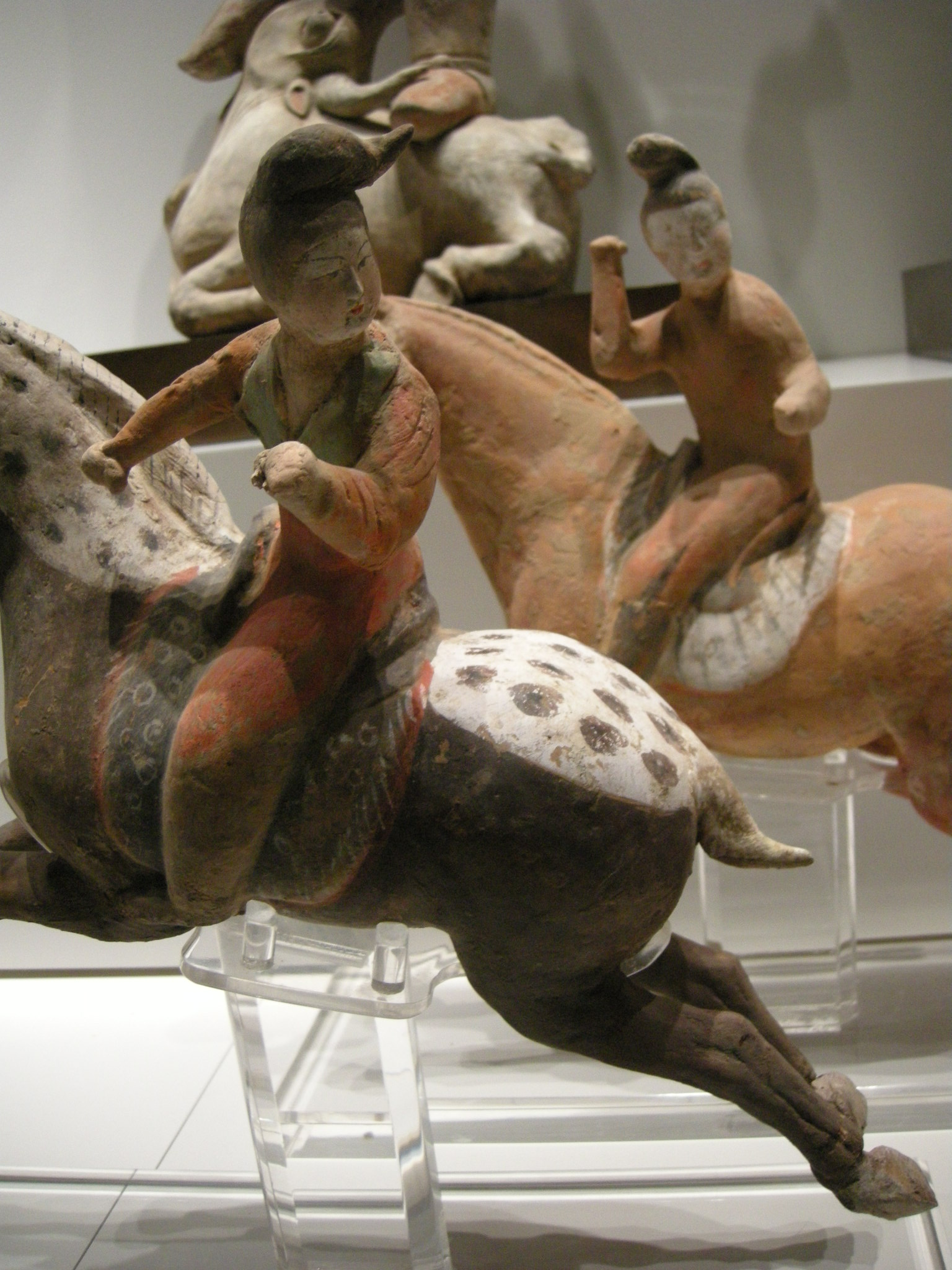
Modelos de cerámica de mujeres del Imperio Tang jugando al polo y vistiendo pantalones.

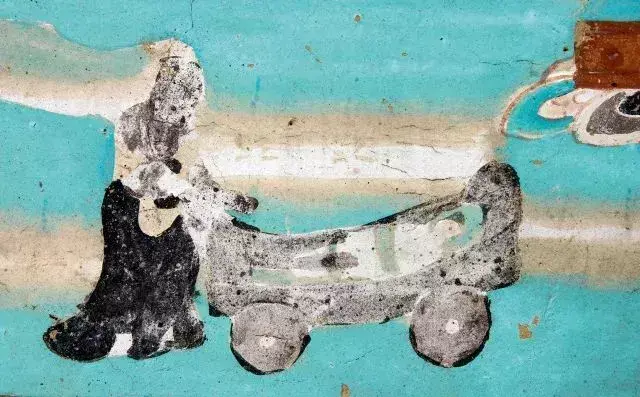
Mujer empujando un carrito de bebé, finales de la dinastía Tang, cuevas de Mogao, 156.

La dinastía Tang ha sido descrita como una edad de oro para las mujeres, en contraste con el neoconfucianismo de la posterior dinastía Song, donde prácticas como el vendado de pies, el suicidio de viudas y la castidad de viudas se convirtieron en norma social. Esta imagen de la libertad femenina se debe a que el Imperio Tang estuvo gobernado por varias mujeres poderosas durante medio siglo. Wu Zetian pasó de ser concubina del emperador Gaozong a gobernar el país en varios cargos, primero como emperatriz consorte, más tarde como regente de su heredero, antes de declararse emperatriz regente (en chino, 皇帝) de una nueva dinastía Zhou en 690. Otras mujeres importantes en la política de la época fueron la emperatriz Wei y la princesa Taiping. Sin embargo, las actitudes hacia las mujeres solían ser burlonas, como se demostró en la diplomacia entre los gobernantes Tang con soberanas de otros estados. El emperador Taizong dijo al embajador de la reina Seondeok de Silla que resolvería el problema de sus agresivos vecinos enviando a un príncipe de Tang a gobernar Silla, argumentando que los reinos de Baekje y Goguryeo estaban claramente envalentonados al enfrentarse a una monarca femenina.

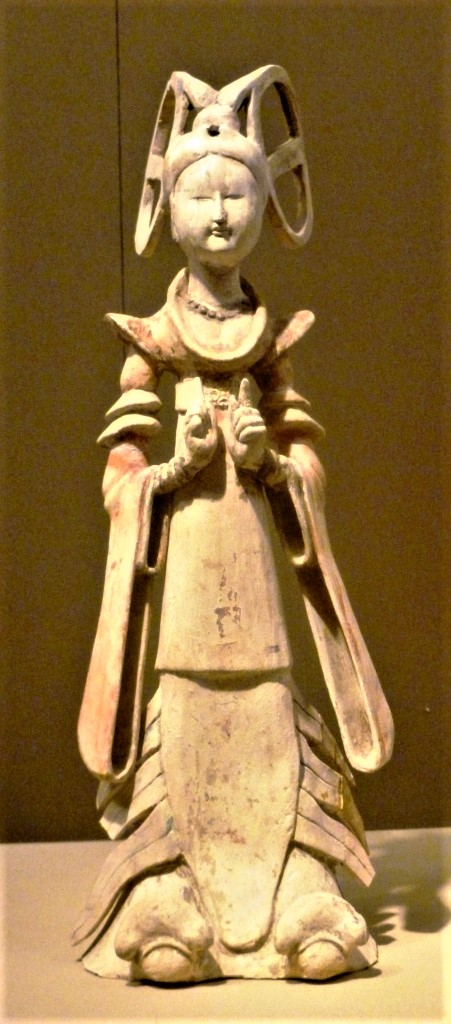
Bailarina pintada con anillos en la cabeza. Dinastía Tang

El linaje gobernante de la dinastía Tang era paternalmente chino Han y maternalmente xianbei, que era un pueblo mongol. La sociedad Tang seguía las tradiciones de la China del norte, que interactuaba estrechamente con los pueblos nómadas de Asia Central y la estepa euroasiática. En estas sociedades, mujeres y hombres eran tratados de forma más igualitaria de lo que se había permitido durante la dinastía Han, y se tiene constancia de que las mujeres se ocupaban de las disputas legales, participaban en política y en la guerra. La princesa Pingyang, hija del primer emperador Tang, desempeñó un papel decisivo en la fundación de la dinastía Tang, reuniendo y dirigiendo un ejército de 70.000 soldados para ayudar en la campaña de su padre. Además, las mujeres seguían ocupando posiciones de poder en la conciencia social, apareciendo en los cuentos como poderosos espíritus responsables del destino del hogar, así como chamanas, a pesar de que durante la inatía Tang ya existía una casta secular de médicos.
La frecuencia con la que se casaba a parientes femeninas con gobernantes extranjeros para forjar alianzas políticas aumentó durante la dinastía Tang. A diferencia de las dinastías anteriores, las princesas enviadas por la corte Tang solían ser auténticos miembros de la casa imperial. Lejos de ser objetos pasivos de intercambio entre estados, las princesas debían actuar como embajadoras y diplomáticas de los Tang ante las cortes con las que se casaban. Podían desempeñar el papel de embajadoras culturales, como en el caso de la princesa Wencheng, a quien, junto con su co-esposa Bhrikuti de Licchavi, se atribuye la introducción del budismo en el Tíbet. Como ejemplo de princesa con funciones de diplomacia política puede citarse el matrimonio de la princesa Taihe con el jefe del kaganato uigur. Tras enviudar en 824, la princesa Taihe fue secuestrada dos veces durante el conflicto con los kirguises de Yenisei y obligada a pedir al emperador Wuzong de Tang que reconociera formalmente al líder rebelde. El mensaje enviado a la Princesa por el emperador Wuzong, registrado en el Zizhi Tongjian, revela las expectativas políticas depositadas en tales mujeres diplomáticas:
Originalmente, el imperio perdió a su amada hija por un matrimonio que lograría la paz con el kaganato uigur y propiciaría que éstos ayudaran a estabilizar y defender las fronteras del imperio. Recientemente, las acciones del kaganato han sido completamente irrazonables y sus caballos han llegado al sur. ¿No teméis, tía, la cólera de los espíritus del emperador Gaozu y del emperador Taizong? Cuando las fronteras del imperio se ven perturbadas, ¿no piensas acaso en el amor de la Gran Emperatriz Viuda? Eres la madre del kaganato y deberías ser lo suficientemente poderosa para dar órdenes. ¡Si el kaganato no sigue tus órdenes, esto acabará con la relación entre nuestros dos estados y ya no podrán esconderse detrás de ti!

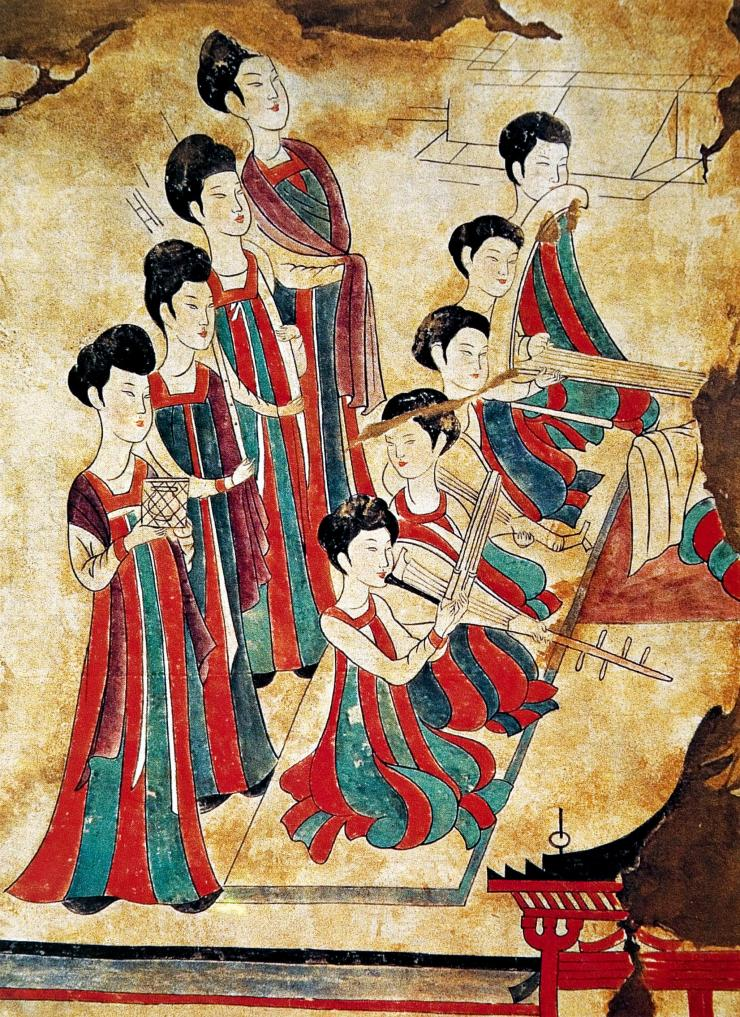
Una troupe de músicos, pintado en las paredes de la tumba del de Li Shou.

La época Tang se caracterizó por una creciente percepción de la mujer como mercancía. Aunque antes sólo las clases altas tenían concubinas (en chino, 妾; pinyin, qiè) además de una esposa (en chino, 妻; pinyin, qī), los códigos legales Tang establecían las diferencias formales entre esposas y concubinas, así como los hijos nacidos de cada una. Legalmente, a un hombre sólo se le permitía una esposa, pero podía, "comprar tantas concubinas como pudiera permitirse". El estatus legal de una concubina distaba mucho del de una criada (en chino, 婢; pinyin, bì), y las criadas necesitaban ser "liberadas" (en chino, 放; pinyin, fàng) para cambiar de posición. Sin embargo, la concubina debía servir a la esposa del mismo modo que una criada, sus hijos debían tratar a la esposa como su madre legal y, a la muerte del marido, no tenía derecho a los bienes que éste dejara.
Aunque se suponía que las esposas no debían venderse, la percepción de las mujeres como bienes comercializables facilitaba que los maridos vendieran a sus esposas a las madamas de los burdeles, como los encontrados en el este de Chang'an. Las cortesanas de Chang'an eran empleadas para cantar, conversar y entretener a los clientes, de forma similar a las geishas japonesas. A menudo habían sido mendigas o habían trabajado para familias pobres. Al entrar en el burdel, tomaban el apellido de la madame. La única salida era casarse con un cliente o convertirse en concubina. Las enfermedades venéreas fueron reconocidas durante la época Tang y los médicos documentaron una similar a la gonorrea que se contagiaba a través del coito.

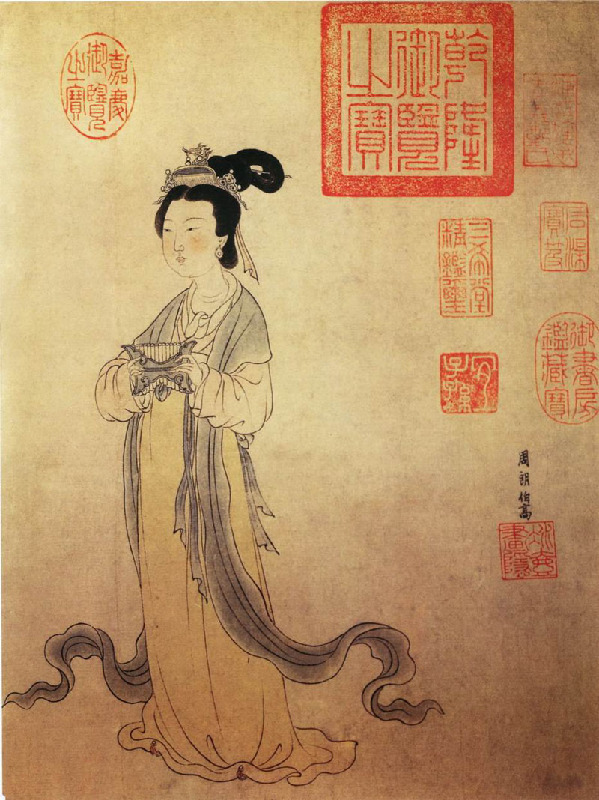
Retrato de la poetisa Du Qiuniang, de la dinastía Tang

El nivel de educación que se exigía a las cortesanas, sumado a que su clientela solía ser letrada, propició que muchas escribieran poesía con comentarios sobre la sociedad y los acontecimientos del momento. Li Ye era tan famosa por su talento literario que fue llamada a la corte del emperador Dezong de Tang para que compusiera poesía para él. Dezong era conocido por su aprecio a las mujeres eruditas y con talento, ya que antes había llamado a las cinco hermanas Song y había quedado tan impresionado por su conocimiento de los clásicos y la poesía que las empleó como poetas de la corte. Otras poetisas de la época, como Li Ye, tendieron puentes entre distintas clases sociales, siendo en distintos momentos cortesanas y monjas taoístas. Ejemplos de estas mujeres son Xue Tao y Yu Xuanji. Sin embargo, no todas las poetisas de la época Tang eran cortesanas, y las escritoras eran tan comunes que el erudito Cai Xingfeng (en chino tradicional, 蔡省風) editó una colección de poesía escrita exclusivamente por mujeres, conocida como la Colección de Nuevas Canciones del Lago de Jade (en chino tradicional, 瑤池新詠集; pinyin, Yáochí xīn yǒng jí).
Song Ruoshen (en chino simplificado, 宋若莘), Song Ruozhao (宋若昭), Song Ruoxian (宋若憲), Song Ruolun (宋若倫) y Song Ruoxun (宋若荀) eran cinco hermanas que llegaron a ser poetisas oficiales de la corte imperial. Otra poetisa conocida fue Du Qiuniang, que fue la única poetisa incluida en la famosa antología Trescientos poemas Tang.
Algunas de las ocupaciones a las que se dedicaban las mujeres eran el comercio (venta de alimentos), tejer, criar gusanos de seda, cantar, bailar, hacer acrobacias, espectáculos callejeros, contar cuentos y ser secretarias de funcionarios. El ingreso en una institución religiosa también era una opción profesional para muchas mujeres. A principios del siglo VIII, en Chang'an, existían 27 conventos budistas y 6 templos taoístas con sacerdotisas. Las monjas participaban en procesiones religiosas, como la llegada de una reliquia budista a Chang'an, cuando monjas y monjes caminaron detrás del vehículo que transportaba el hueso del dedo de Buda.
El sistema de impuestos Tang calculaba la cantidad adeudada al Estado por cada varón adulto, mientras que a las mujeres no se les cobraba ningún impuesto. Sin embargo, parte del impuesto de un varón incluía 20 pies de seda o 25 pies de lino tejidos por las mujeres de su casa. En resumen, el gobierno presumía que una mujer estaría representada en la burocracia oficial por un tutor masculino. Charles Benn señala que algunas mujeres de la época Tang adoptaron un manto que les cubría el cuerpo de la cabeza a los pies, con sólo un pequeño hueco para los ojos, procedente del Tuyuhun. La intención era evitar las miradas de los hombres cuando estaban fuera de casa. Esta moda empezó a desaparecer en el siglo VIII, lo que el emperador Gaozong de Tang consideró penoso, ya que los rostros de las mujeres quedaban al descubierto cuando se aventuraban a salir al exterior. Gaozong promulgó dos edictos que intentaban revivir el estilo, pero el tocado pronto fue sustituido por un sombrero de ala ancha con un velo de gasa que colgaba del ala hasta los hombros.

### Dinastía Song

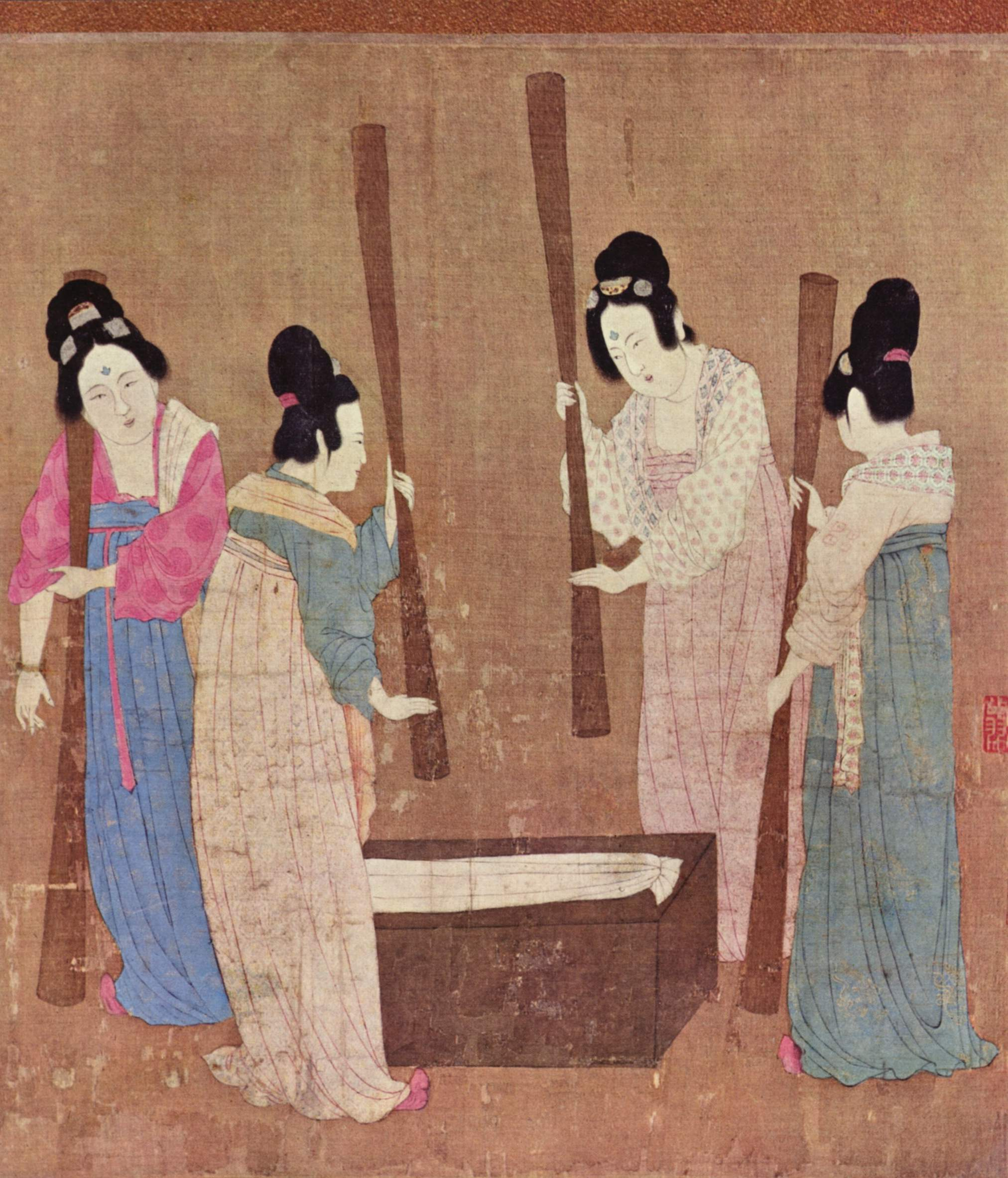
Damas de la corte preparando seda recién tejida, atribuido al emperador Huizong en el estilo del pintor Zhang Xuan.

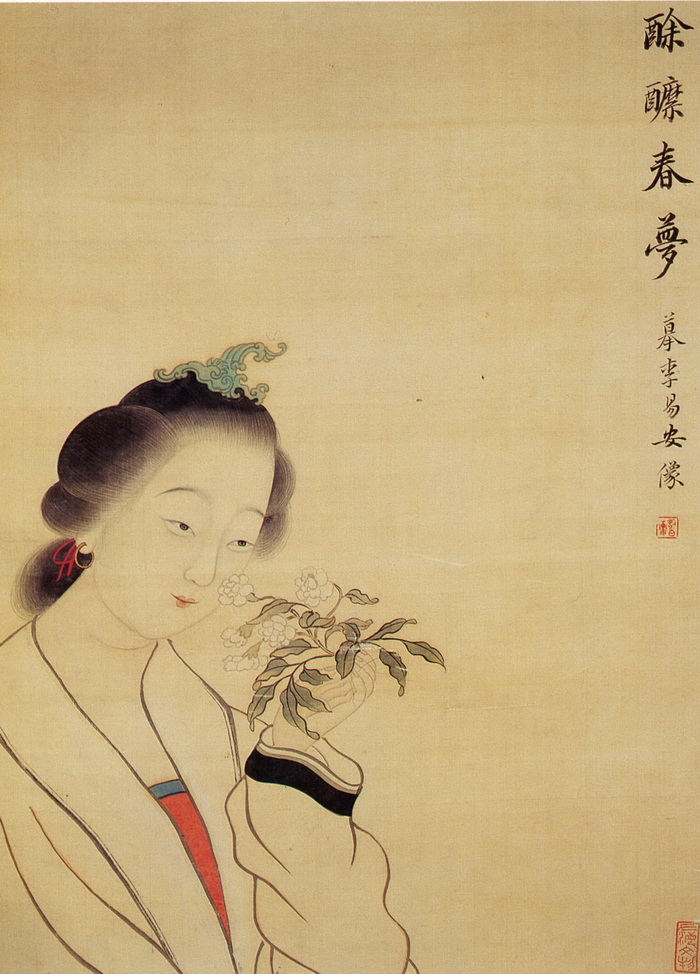
Li Qingzhao, poetisa de la dinastía Song

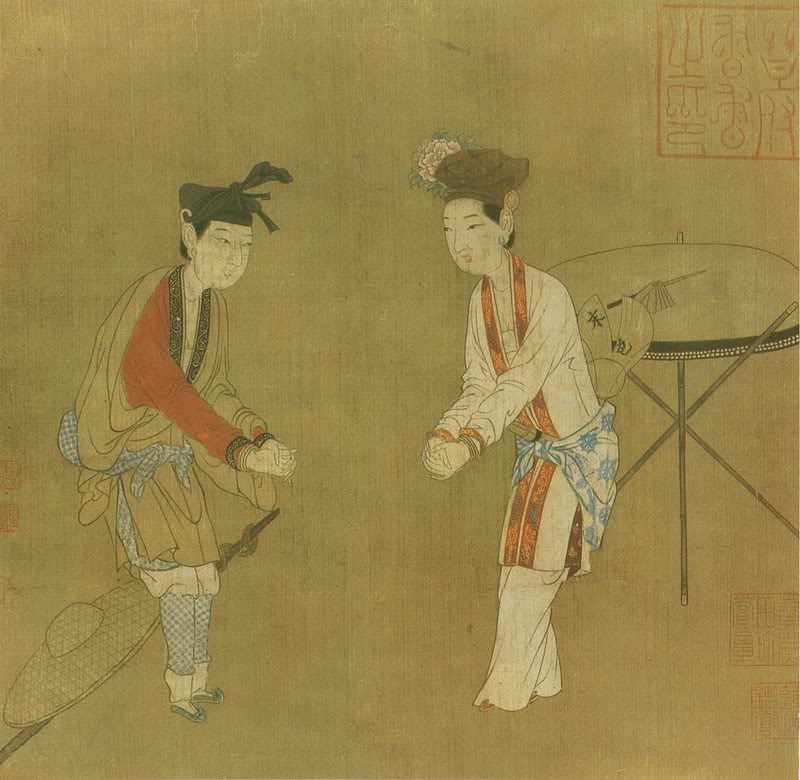
Dos mujeres interpretando papeles masculinos en el teatro zaju de la dinastía Song. La interpretación de papeles masculinos por mujeres era una convención popular de la época

Durante la dinastía Song, el neoconfucianismo se volvió el sistema de creencias dominante, y se ha argumentado que el auge del neoconfucianismo también condujo a un declive de estatus de la mujer. A partir de la dinastía Song, las restricciones impuestas a las mujeres se acentuaron. Los neoconfucianos de la época, como Sima Guang, consideraban que el hombre y la mujer formaban parte del orden del yin y el yang, y que la distinción y separación se extendía al interior (mujeres) y al exterior (hombres), por lo que las mujeres debían permanecer en casa y no salir a partir de los 10 años, y no debían discutir los asuntos de los hombres en el mundo exterior. El destacado neoconfuciano Zhu Xi también fue acusado de creer en la inferioridad de la mujer y en la necesidad de mantener estrictamente separados a hombres y mujeres.
Zhu Xi y neoconfucianos como Cheng Yi también hacían mucho hincapié en la castidad, y Cheng Yi fue acusado de promover el culto a la castidad de las viudas. Cheng Yi consideraba impropio casarse con una viuda, ya que había perdido su integridad, y en cuanto a las viudas que hubieran quedado empobrecidas por la muerte de sus maridos, Cheng afirmaba: "Morir de hambre es un asunto menor, pero perder la castidad es un asunto mayor". Las viudas castas eran alabadas y, aunque era normal que se volvieran a casar a principios del periodo Song, más tarde se convertiría en un estigma social, lo que provocó penurias y soledad a muchas viudas. La poetisa Li Qingzhao volvió a casarse brevemente tras la muerte de su primer marido, Zhao Mingcheng, cuando tenía 49 años, por lo que fue objeto de duras críticas.
Aunque se suele argumentar que el declive del estatus de la mujer desde la dinastía Song hasta la Qing se debió al auge del neoconfucianismo, otros también han sugerido que la causa puede ser más compleja, resultado de diversas fuerzas sociales, políticas, jurídicas, económicas y culturales, como por ejemplo los cambios en las prácticas sucesorias y la estructura social. Tales cambios condujeron al creciente predominio de la ideología patrilineal ortodoxa, y las prácticas familiares en toda China se estandarizaron entonces mediante leyes estatales basadas en principios patriarcales. No obstante, los neoconfucianos fueron en parte responsables de tales cambios. Por ejemplo, fueron los neoconfucianos de la dinastía Song quienes criticaron la práctica de que las mujeres conservaran sus propias dotes, incluidas las propiedades que habían heredado de sus padres, y que, tras la muerte de sus maridos, volvieran a la familia de su nacimiento junto con dichas propiedades, así como cualquier riqueza que hubieran acumulado durante su matrimonio.
Las viudas de la dinastía Song que regresaban a su familia original, denominadas guizong (歸宗), gozaban de la protección de las leyes sobre derechos de propiedad, lo que facilitaba su nuevo matrimonio. Los neoconfucianos cuestionaron tales leyes y argumentaron que estas viudas debían permanecer con las familias de sus maridos para mantenerlas. Estos argumentos neoconfucianos ganaron adeptos durante la dinastía Yuan, y entonces se promulgaron leyes que prohibían a las mujeres devolver sus propiedades a sus familias de nacimiento, o a otra familia en caso de que volvieran a casarse. De este modo, los bienes de una mujer pasaban a ser propiedad de la familia de su primer marido, lo que disminuía su valor y sus posibilidades de volver a casarse.
Durante la dinastía Song, el vendado de pies también se hizo popular entre la élite, extendiéndose después a otras clases sociales. Las primeras referencias a pies vendados que se conocen datan de esta época, y las pruebas arqueológicas también indican que las mujeres de la élite se vendaban los pies en el siglo XIII. La práctica pudo originarse entre las bailarinas de élite inmediatamente antes de la dinastía Song, durante la Tang del Sur (937-976), e irónicamente la creciente popularidad de la práctica también condujo al declive del arte de la danza entre las mujeres, por lo que cada vez se habló menos de bellezas y cortesanas que también fueran destacadas bailarinas después de la dinastía Song.
Las mujeres de la época debían encargarse de gran parte de los asuntos domésticos, siendo la preparación de alimentos y el entretenimiento una parte importante del trabajo. En Registros domésticos esenciales según una mujer Pujiang de apellido Wu de la dinastía Song (en chino tradicional, 吳氏中饋錄; pinyin, Wushi Zhoungkuilu), la primera obra culinaria conocida escrita por una mujer china, se muestra la gran variedad de platos esenciales para el consumo diario y la importante cantidad de curados, encurtidos y conservas que realizaban las mujeres en los hogares de la época.

### Dinastía Yuan
El papel de la mujer en la dinastía Yuan, gobernada por los mongoles, es objeto de diversos debates. Las mujeres mongolas, que se repartían el trabajo de pastoreo con los hombres, tenían más poder que las mujeres de la China contemporánea. Sin embargo, la sociedad mongola era esencialmente patriarcal, y por lo general se esperaba que la mujer sólo sirviera a su marido y a su familia. Al igual que la anterior dinastía Tang, la dinastía Yuan practicaba el matrimonio de parientes femeninas con gobernantes de estados vecinos para forjar alianzas políticas, siendo estas parientes Yuan auténticas integrantes de la casa imperial.
Las mujeres jurchen pasaron a ser monjas de la secta Quanzhen durante la época de los mongoles. A Guan Daosheng, poeta y pintora china activa durante los primeros años de la dinastía Yuan, se le atribuye ser "la pintora más famosa de la historia de China... recordada no sólo como una mujer de talento, sino también como una figura prominente en la historia de la pintura de bambú". Zhao Luanluan fue una poetisa china que vivió durante el reinado de Zhizheng (1341-1367), época caótica al final de la dinastía Yuan. Se la incluye incorrectamente en los Poemas Tang Completos, una antología de poemas de la dinastía Tang publicada en la dinastía Qing, cuyos compiladores supusieron que era una cortesana porque compuso algunos poemas eróticos.
Sengge Ragi de Lu, Gran Princesa del Estado de Lu, destacó por ser una mecenas de las artes, habiendo encargado obras de arte y caligrafía durante su vida, y fue coleccionista de obras de arte, la mayoría de las cuales databan del periodo de la dinastía Song. En 1323, Sengge Ragi celebró una "elegante reunión" histórica, que resultó única por haber sido organizada por una mujer. Su singular papel como anfitriona de la elegante reunión y la colección de numerosas obras de arte durante su vida le otorgan una posición singular en el legado cultural de la dinastía Yuan.
Durante la dinastía Yuan, debido a las diferentes prácticas culturales de los mongoles y los Han, hubo durante un tiempo diferentes leyes que sólo se aplicaban a los mongoles o a las comunidades Han. Por ejemplo, entre los mongoles era común el levirato, en el que un hombre se casaba con la mujer de su hermano fallecido, pero esta práctica era mal vista por los chinos Han. Las leyes que promovían la castidad de las viudas Han se promulgaron por primera vez en parte bajo la influencia de los confucianos de la dinastía Song, que se oponían a que las viudas se volvieran a casar. A principios del siglo XIII, las mujeres eran despojadas de sus derechos de dote y perdían sus propiedades si abandonaban su primer matrimonio.
Los Yuan promovieron las ideas patriarcales neoconfucianas formuladas por el filósofo Zhu Xi, de la dinastía Song. Asimismo, los Yuan detuvieron su impulso inicial para que se adoptaran las prácticas del levirato Han, retractándose de la ley y adoptando en su lugar la estricta postura neoconfuciana de Zhu Xi a favor de la castidad de las viudas, adoptando el neoconfucianismo incluso más que las anteriores dinastías Han. También se prohibió el levirato para los que no eran Han.

### Dinastía Ming

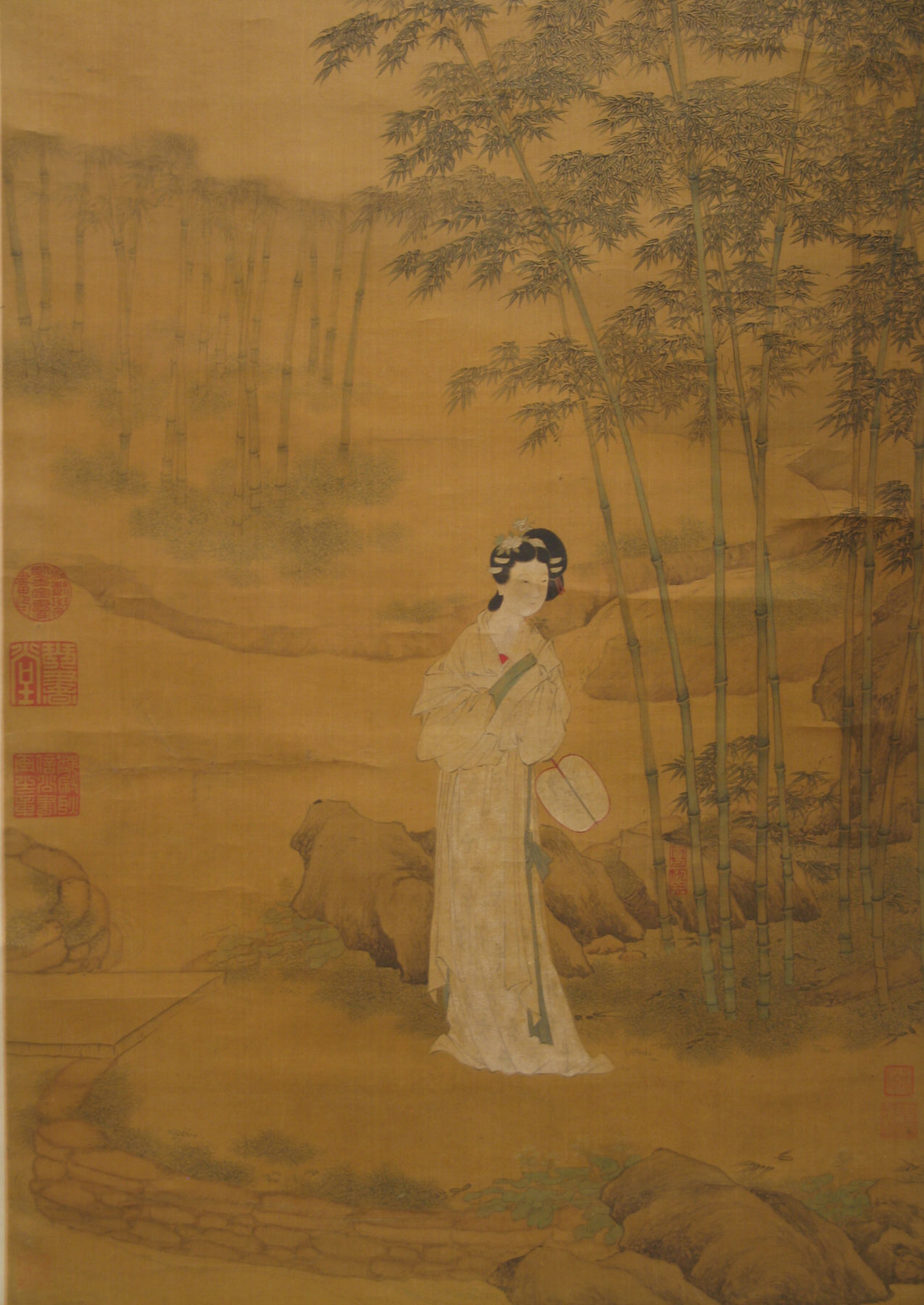
Dama en un bosquecillo de bambú, de Qiu Ying (1494-1552)

Durante la dinastía Ming, las viudas castas fueron elevadas al papel de heroínas culturales. La castidad de las viudas se hizo cada vez más común, y la castidad también se asoció con el suicidio, aumentando drásticamente los suicidios de viudas durante la época Ming. Las "viudas castas" (en chino, 節妇; pinyin, jiéfù) fueron conmemoradas mediante la construcción de arcos funerarios de castidad (en chino, 貞節牌坊; pinyin, zhēnjiépáifāng) y santuarios, y honradas con escritos conmemorativos.
La autoridad Ming empezó a premiar la castidad de las viudas, y a las que se volvían a casar se les confiscaba la dote y los bienes de sus maridos. Estos cambios en las leyes matrimoniales y de propiedad para desalentar las segundas nupcias comenzaron durante la dinastía Yuan, lo que hizo que la castidad de las viudas fuera cada vez más popular. El Estado también concedía "testimonios de mérito" (en chino, 旌表; pinyin, jīngbiǎo) a las viudas castas y aprobaba los cultos locales a la castidad, mediante los cuales los miembros de sus familias o comunidades erigían arcos y santuarios conmemorativos en honor a las mujeres. A finales del siglo XVI, estos premios se extendieron también a las mujeres fallecidas tras resistirse a una violación. A las mujeres que morían o se suicidaban para proteger su honor se las denominaba "mujeres feroces" (烈女, liènǚ; pero nótese que es distinto del término homófono "mujeres ejemplares" 列女, liènǚ), ya que la palabra "feroz" (烈) tiene connotación propia del martirio.
En contraste con las "mujeres castas" de la época Ming estaban las "mujeres libertinas" (en chino, 淫妇; pinyin, yínfù). La literatura popular Ming de la época produjo numerosas historias sobre tales mujeres lujuriosas, siendo la más notoria la ficticia Pan Jinlian de la novela Jin Ping Mei. Durante la dinastía Ming también apareció un conocido dicho sobre las mujeres: "Una mujer sin talento es virtuosa" (女子無才便是德).
Una característica inusual de los matrimonios imperiales de la dinastía Ming fue la estipulación de su fundador, el emperador Hongwu, de que todas las consortes de la corte Ming debían proceder de familias de bajo rango. El resultado de esta política es que las mujeres de palacio de la era Ming eran menos poderosas en comparación con las de otras dinastías.

### Dinastía Qing

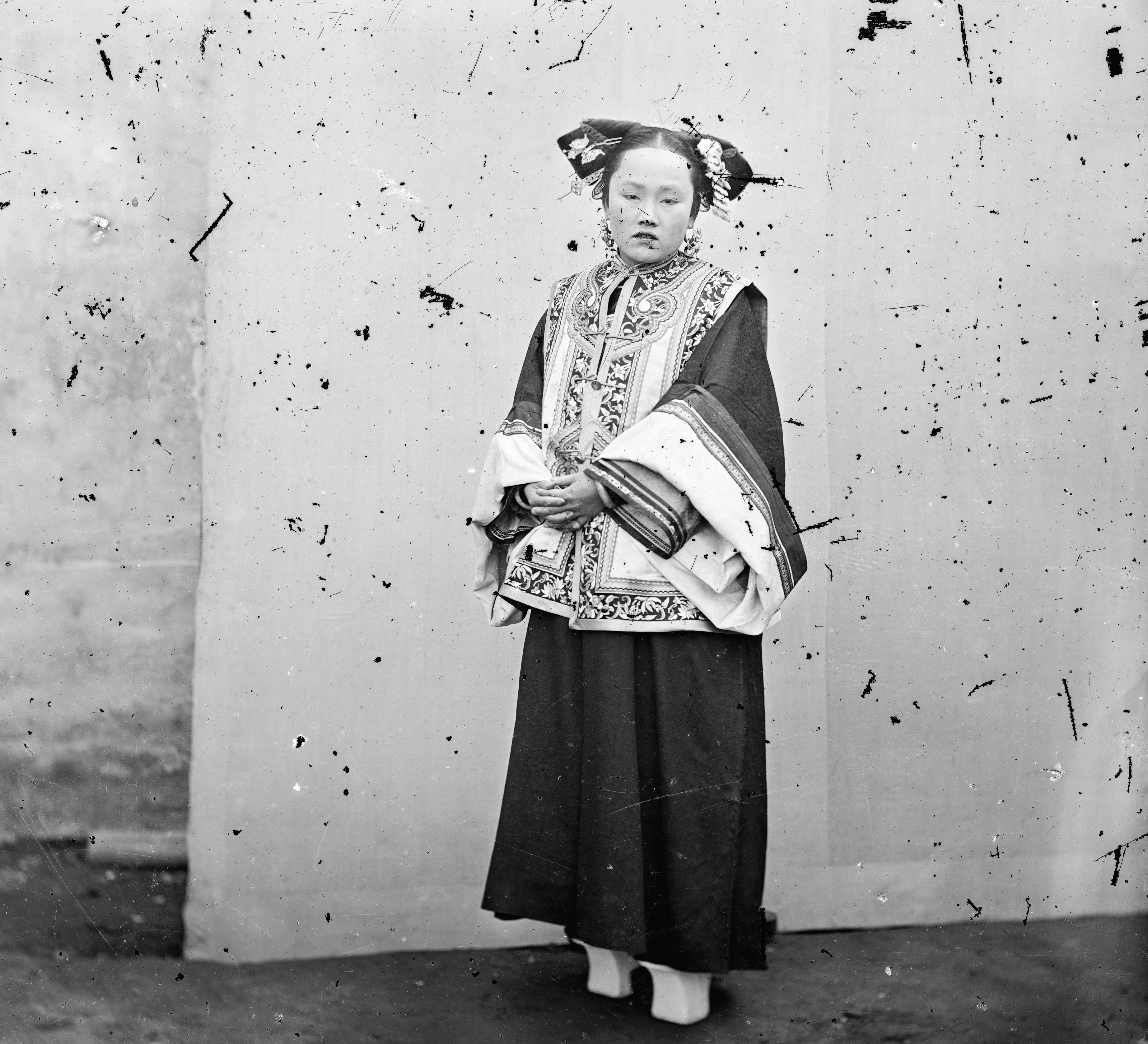
Fotografía de una mujer manchú en 1869 que lleva zapatos con plataformas altas y estrechas para dar la impresión de que sus pies sin vendar son muy pequeños.

La posición social de la mujer durante la dinastía Qing se ha descrito como sujeta a los principios confucianos de patrilocalidad, patrilinealidad, exogamia aldeana, economía agraria y división del trabajo en función del género. Las mujeres no tenían derechos legales de propiedad, salvo en relación con sus dotes, y se limitaban principalmente a trabajos que podían realizarse dentro del hogar, como tejer. Esto se veía facilitado por la práctica común del vendado de pies, que impedía a las mujeres estar de pie o caminar. En las familias pobres, los pies de las mujeres podían no estar vendados o, incluso si lo estaban, la mujer trabajaba en los campos de la familia.
Aunque la dinastía Qing intentó acabar con esta práctica (las mujeres manchúes tenían prohibido vendarse los pies), no fue posible lograrlo entre los chinos Han. Como en periodos anteriores, se esperaba que las mujeres acataran las Tres Obediencias y obedecieran a sus padres en la infancia, a sus maridos cuando se casaban y a sus hijos cuando enviudaban. Los nombres de pila de las mujeres generalmente se desconocen; se las llamaba "la esposa de [X]" o "la madre de [X]". Los logros de una mujer a lo largo de su vida estaban estrechamente relacionados con su capacidad para tener hijos; aquellas que no podían ser despreciadas por sus maridos, familia política y vecinos. Si una mujer no daba a luz en el transcurso de unos años, el marido solía tomar una concubina. Las cartas escritas en escritura de mujeres entre hermanas de sangre muestran que muchas mujeres se sentían abandonadas al enviudar, por lo que casarse de nuevo era una opción atractiva, sobre todo si no tenían hijos o padres (afines o natales) de los que depender dentro de la sociedad patriarcal.
Las biografías de ciudadanas de mérito reconocían a las mujeres por lo que los escritores juzgaban logros morales, como suicidarse para evitar una violación, no casarse nunca para mantener la piedad filial, enviudar antes de los 30 años y permanecer viuda durante más de 20 años. Sin embargo, incluso en estas biografías, rara vez se cita el nombre de la mujer. Aunque las autoridades Ming aprobaban la castidad de las viudas, fue en el periodo Qing cuando se promovió oficialmente, siendo descrita esta práctica por un historiador como una "herramienta burocrática de reforma moral". Para promover la castidad femenina en cada comunidad, el gobierno pidió a los líderes locales que propusieran mujeres ejemplares y presentaran sus biografías. Si se demostraba que la mujer se ajustaba a la descripción de "viuda casta", su familia recibía un elogio personal escrito por el emperador o se erigía en su comunidad un arco de castidad en su memoria.
Entre 1644 y 1736, aproximadamente 6870 mujeres de la región de Jiangnan recibieron tales honores. Se construyeron numerosos arcos de castidad y filiación (節孝坊) en comunidades de toda China. Sin embargo, a diferencia del periodo Ming, los Qing desalentaron activamente la práctica de que las viudas jóvenes se suicidaran tras la muerte de su marido (en chino tradicional, 尋死; pinyin, xúnsǐ). Los detractores de esta práctica argumentaban que estas muertes solían estar inspiradas más por la desesperación que por la lealtad al marido fallecido, causadas por la amenaza de un nuevo matrimonio, una familia política abusiva, etc. La ley Qing también otorgaba a los padres autoridad absoluta sobre sus hijas, incluida la capacidad de matarlas por comportamientos que considerasen vergonzosos; sin embargo, un hombre tenía prohibido vender a sus esposas, concubinas o hijas solteras.
El gobierno Qing alababa las demostraciones de virtud y, para probar su compromiso con la moralidad, disuadía a funcionarios y eruditos de frecuentar a cortesanas. Así, los desarrollados círculos académicos y literarios cultivados durante la dinastía Ming por cortesanas como Dong Xiaowan y Liu Rushi decayeron y, cuando los Qing dejaron de regular a las prostitutas, apareció un gran número de burdeles de propiedad privada. Algunos de los burdeles más caros contaban con mujeres de la tradición cortesana, que sabían cantar, bailar y entretener a sus clientes.
A finales de la dinastía Qing, la emperatriz viuda Cixi ocupó efectivamente el puesto de soberana de China. Cixi gobernó durante 47 años (de 1861 a 1908) desde detrás del trono de los emperadores que se instalaron como testaferros.
Durante la dinastía Qing, en el siglo XVIII, algunos escritores chinos se opusieron al vendado de pies, y durante la Rebelión Taiping se declaró ilegal por un breve periodo, ya que muchos de sus líderes eran de origen hakka, cuyas mujeres no vendaban sus pies. Posteriormente, los misioneros cristianos contribuyeron a cambiar la opinión sobre el vendaje de pies, y en 1874 se creó en Xiamen la primera sociedad cristiana conocida contra el vendaje de pies, la Sociedad del Pie Celestial (en inglés: Heavenly Foot Society). En 1883 se fundó el Movimiento Cristiano por la Templanza de la Mujer (en inglés: Woman's Christian Temperance Movement ), defendido por misioneros para promover la igualdad entre géneros. En 1883, Kang Youwei fundó la Sociedad contra el Vendaje de los Pies (en chino, 戒缠足会; pinyin, Jiè chánzú huì) cerca de Cantón para combatir esta práctica, y las sociedades contra el vendaje de los pies surgieron por todo el país, con una afiliación al movimiento que, según se afirma, alcanzó los 300.000 miembros.
Una de las primeras feministas chinas fue Qiu Jin, que se sometió al doloroso proceso de desatar sus propios pies vendados y atacó tanto el vendado de pies como otras prácticas tradicionales. En 1902, la emperatriz Cixi promulgó un edicto contra el vendado de pies, pero pronto fue anulado. La práctica no comenzó a desaparecer hasta el inicio de la era de la República de China, y su fin se considera un acontecimiento significativo en el proceso de emancipación femenina en China.

## Lecturas complementarias
- Lee, Lily Xiao Hong; A. D. Stefanowska ; Clara Wing-chung Ho, eds. (1998). Biographical Dictionary of Chinese Women: The Qing Period, 1644-1911. M.E. Sharpe. ISBN 978-0-7656-1827-6.
- Bossler, Beverly (2013). Courtesans, concubines, and the cult of female fidelity: gender and social change in China, 1000-1400. Cambridge: Harvard University Asia Center. ISBN 978-0-674-06669-4.
- Ebrey, Patricia Buckley (1993). The inner quarters marriage and the lives of Chinese women in the Sung period. Berkeley: University of California Press. ISBN 978-0-520-91348-6.
- Hinsch, Bret (2011). Women in early imperial China (2da edición). Lanham, Maryland: Rowman & Littlefield. ISBN 978-0-7425-6824-2.
- Idema, Wilt; Grant, Beata (2004). The Red Brush: Writing Women of Imperial China ([Nachdr.]. edición). Cambridge: Harvard University Asia Center. ISBN 978-0-674-01393-3.
- Holdsworth, May (2000). Women of the Tang dynasty. Odyssey Publications. ISBN 978-962-217-644-7.